# جل اکبر
جلکبر روستایی است از توابع بخش نوبران شهرستان ساوه در استان مرکزی ایران.چون در دره واقع شده و حالت چاله بوده به همین معنی نامگذاری شده چال اکبر و به مرور در زبان گویش تبدیل شده به جلکبر

## جمعیت
این روستا در دهستان کوهپایه قرار دارد و براساس سرشماری مرکز آمار ایران در سال ۱۳۹۰، جمعیت آن ۱۶۸ نفر (۹۱ خانوار) است.